# Бирюковы
Бирюко́вы — дворянский род.
Родоначальником Бирюковых был Григорий Порфирьевич, верстанный поместьем в 1683 году.
Род внесён в VI часть дворянских родословных книг Смоленской и Костромской губерний.
Есть ещё несколько дворянских родов Бирюковых более позднего происхождения.

## Описание герба
Щит разделён на три части, из коих в первой в золотом поле два орлиных чёрных крыла с серебряными шестиугольными звёздами и над ними красный крест; во второй части в красном поле выходящая из облаков в серебряные латы облечённая с мечом рука; в третьей части в голубом поле изображена серебряная крепость и на оной шпага.
Щит увенчан дворянскими шлемом и короной. Нашлемник: три страусовых пера. Намёт на щите золотой, подложенный голубым и красным. Герб рода Бирюковых внесён в часть 10 Общего гербовника дворянских родов Всероссийской империи, страница 92.